# Nusalala tessellata
Nusalala tessellata är en insektsart som först beskrevs av Gerstaecker 1888.  Nusalala tessellata ingår i släktet Nusalala, och familjen florsländor. Inga underarter finns listade.